# ПАГ-17
Приціл автоматичного гранатомета (ПАГ-17) (рос. Прицел автоматического гранатомёта (ПАГ-17)) — оптичний приціл, який призначений для наведення гранатомета АГС-17 під час стрільби по цілях на різні відстані.

## Призначення

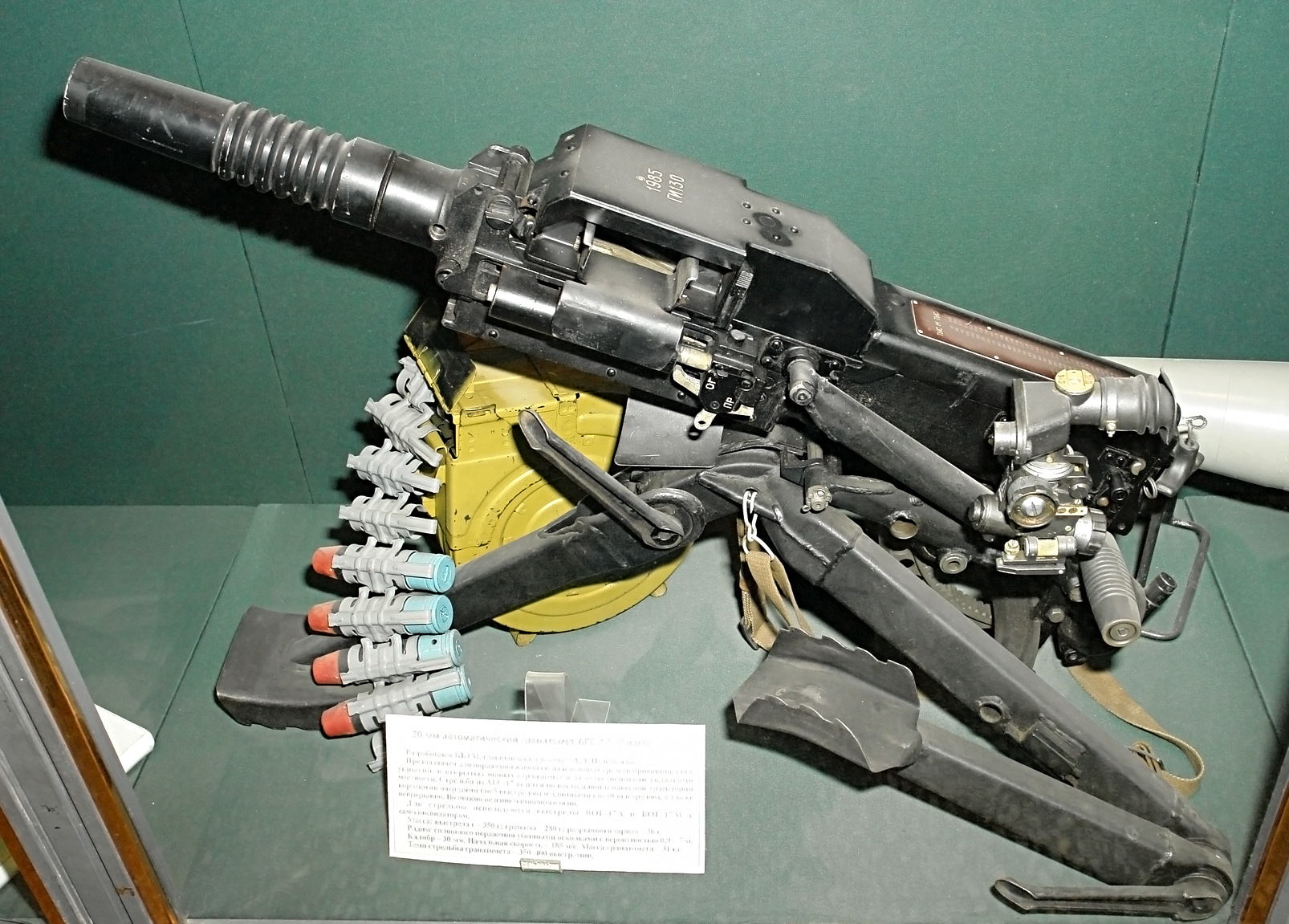
АГС-17 «Полум'я» із встановленим прицілом ПАГ-17

Приціл ПАГ-17 призначений для наведення автоматичного гранатомета під час стрільби як прямим наведенням, так і з закритих позицій. Для цього приціл оснащений кутоміром та механізмом кутів підвищення для наведення у горизонтальній та вертикальній площинах. Є два рівні контролю крену і кута підвищення гранатомета. Приціл також має підсвічування прицільної сітки і шкал механізмів наведення для прицілювання в темний час доби.

## Характеристики

### Оптичні
- Видиме збільшення — 2,7х
- Поле зору — 13°
- Діаметр вихідної зіниці — 4,5 мм
- Віддалення вихідної зіниці — 27 мм
- Межа роздільної здатності — 28°

## Будова

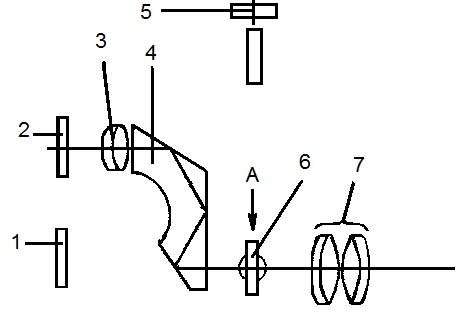
Оптична схема:
1 — світлофільтр; 2 — світлофільтр; 3 — об'єктив; 4 — призма ВКЛ-0°; 5 — захисне скло; 6 — сітка; 7 — окуляр.

Приціл складається з корпусу, в якому зібрані кутомір та механізм кутів підвищення та головки з оптичною системою. Корпус слугує для з'єднання всіх частин прицілу. Він має вісь прицілу з овальною виїмкою та штифтом для приєднання прицілу до гранатомета, планку для кріплення патрона освітлення шкал та рівнів.
У верхній частині корпусу зібраний кутомір, який служить для горизонтального наведення гранатомета. Він складається з кутомірного кільця з покажчиком, барабанчика кутоміра з покажчиком, відводки і поперечного рівня. Кутомірне кільце за допомогою черв'ячного колеса закріплено на осі корпуса та має шкалу, розділену на 60 рівних великих розподілів. Ціна великої поділки дорівнює 100 поділкам кутоміра (1-00). Нумерація дана через кожні 5 поділок.
Барабанчик кутоміра за допомогою черв'ячного гвинта з'єднаний з черв'ячним колесом і має шкалу, розділену на 100 рівних розподілів. Нумерація дана через кожні десять поділок. Поділки 0 і 100 збігаються. Ціна кожної поділки дорівнює одній поділці кутоміра (0- 01). При одному повному оберті барабанчика (100 поділок) шкала кутомірного кільця змінює своє положення на одну велику поділку.
Відводка призначена для розчіплювання та зчіплювання черв'ячного гвинта з черв'ячним колесом.
Механізм кутів підвищення служить для вертикального наведення гранатомета. Він складається зі шкали великих розподілів прицілу з покажчиком на осі прицілу, барабанчика прицілу з покажчиком і повздовжнім рівнем.
Шкала великих розподілів прицілу розділена на 14 рівних поділок, кожна з яких відповідає 100 поділкам шкали барабанчика прицілу. Вона має відбивач для поліпшення освітлення шкали великих розподілів уночі.
Шкала барабанчика прицілу розділена на 100 рівних поділок. Нумерація дана через кожні десять поділок. Поділки 0 і 100 збігаються. Ціна кожної поділки дорівнює одній тисячній. При одному повному оберті барабанчика (100 поділок) корпус прицілу змінює своє положення на одну велику поділку.
Повздовжній рівень служить для контролю та надання гранатомету заданого кута підвищення при стрільбі з закритої вогневої позиції.
Головка прицілу служить для візування на ціль (точку наведення). У головці зібрана оптична система. На головці позаду знаходиться наочник, ліворуч — мушка та цілик для прямого наведення гранатомета у випадку пошкодження оптичної системи, зверху — основа для приєднання патрона освітлення сітки прицілу, попереду на оправі — два гвинти для кріплення світлофільтрів.
Оптична система прицілу складається з об'єктива, призми, сітки, окуляра і захисного скла.
- Об'єктив призначається для одержання зображення об'єкта, шо спостерігається.
- Призма є системою, що обертає, і служить для одержання дійсного прямого зображення.
- Сітка прицілу являє собою пластинку, на якій нанесені шкали кутів прицілювання та бічних поправок.
- Окуляр служить для збільшення і розглядання зображення об'єкта, що спостерігається, і сітки.
- Захисне скло захищає приціл від потрапляння усередину пилу і бруду. Через нього здійснюється підсвічування сітки прицілу.

## Бойове використання

### Російське вторгнення в Україну
Головне управління розвідки Міністерства оборони України, після знищення колони Росгвардії поблизу селища Димер, Київської області, виявлило, що перед вторгненням до України військовослужбовцям 748 окремого батальйону оперативного призначення військ Росгвардії (м. Хабаровськ) були видані, зокрема, приціли автоматичного гранатомета ПАГ-17.